# Микшина Гора
Ми́кшина Гора́ — деревня в Ленском районе Архангельской области. Входит в состав Сафроновского сельского поселения.

## География
Находится в юго-восточной части Архангельской области на расстоянии приблизительно 6 км на юго-запад по прямой от административного центра района села Яренск.

## История
Учтена была ещё в 1608 году как деревня с 12 дворами, в 1710 году было 28 дворов. В 1859 году здесь (деревня Яренского уезда Вологодской губернии) было учтено 57 дворов.

## Население
Численность населения: 366 человек (1859 год), 21 (русские 95 %) в 2002 году, 16 в 2010.

## Памятники
В деревне находится охраняемый памятник истории и культуры Архангельской области — Никольская часовня (1799 год). Георгиевская часовня 1889 года постройки была перевезена в райцентр, с. Яренск, и экспонируется возле Яренского районного краеведческого музея.